# Tiếng Urdu
Tiếng Urdu (اُردُو ALA-LC: Urdū [ˈʊrd̪uː] ⓘ hay tiếng Urdu chuẩn hiện đại (còn gọi là tiếng Lashkari, viết là لشکری) là ngữ tầng (register) chuẩn hóa và Ba Tư hóa của tiếng Hindustan. Đây là ngôn ngữ chính thức, ngôn ngữ quốc gia và đóng vai trò lingua franca của Pakistan. Tại Ấn Độ, nó là một trong 22 ngôn ngữ chính thức được nhắc đến trong Hiến pháp, và cũng có địa vị chính thức ở Jammu và Kashmir, Telangana, Uttar Pradesh, Bihar, Jharkhand, cũng như lãnh thổ thủ đô Delhi.
Trừ một loạt từ vựng chuyên biệt hóa, tiếng Urdu thông hiểu với tiếng Hindi chuẩn, một ngữ tầng khác của tiếng Hindustan. "Dạng Urdu" của tiếng Hindustan nhận sự công nhận dưới sự cai trị của người Anh khi họ thay những ngôn ngữ chính thức địa phương ở Bắc và Tây Bắc Ấn Độ bằng tiếng Anh và tiếng Hindustan viết bằng chữ Nastaʿlīq. Những yếu tố tôn giáo, xã hội, và chính trị đang đẩy sự khác biệt giữa tiếng Urdu và Hindi ra xa nhau hơn.